# 周克明
周克明，字昭文，五代十国南汉至北宋占卜师，周傑之孙，周茂元之子。
周克明精通历法术数，通律历、天官、五行、谶纬和三式、风云、龟筮之书。随父亲入宋，开宝年间任司天六壬、司天台主簿，转监丞，五次升迁至春官正。景德初年，上奏著作十编，召试中书，获赐同进士出身。景德三年（1006年），有大星从氐宿西出，众人都不能辨识；有人说国皇妖星，是兵凶之兆。周克明当时到岭表，还京，见宋真宗，说：“臣根据《天文录》、《荆州占》，其星名为周伯，其色黄，其光煌煌然，见到他的国家大昌，是德星。臣在途中听说中外之人惶惑其事，愿允许文武称庆，以安天下心。”真宗嘉赏他，听从他的请求。拜为太子洗马、殿中丞，兼翰林天文，又权判监事。当时正在修纂两朝国史，其中天文律历之事，命周克明参加。大中祥符九年（1016年），因为本监择日有差误，依例降为洗马。天禧元年（1017年）夏，火星犯灵台星，周克明对亲近的人说：“去年太白星犯灵台星，掌历之人都被降谴，上天垂象，深可畏惧。今荧惑又犯，我应该起不来了。”八月，发背疽，去世，年六十四岁。周克明久居司天之职，为官勤慎，奏对必据经尽言。去世时，皇帝悼惜，派遣内侍对其婿直龙图阁冯元说，令他主持丧事，赐赙甚厚。南方诸国都有纂录，只有岭南缺失。只有胡宾王、胡元兴二家纂述，都不完备。周克明喜欢藏书，懂得辞藻，曾访耆旧，寻找碑铭编写南汉史书十多卷，事未成就去世了，文稿亦散佚。